# Arachnognatha metascotia
Arachnognatha metascotia är en fjärilsart som beskrevs av George Francis Hampson 1897. Arachnognatha metascotia ingår i släktet Arachnognatha och familjen trågspinnare. Inga underarter finns listade i Catalogue of Life.